# Actinopyga lecanora
Actinopyga lecanora är en sjögurkeart som först beskrevs av Wilhelm Friedrich Jaeger. Actinopyga lecanora ingår i släktet Actinopyga och familjen Holothuriidae. Inga underarter finns listade i Catalogue of Life.